# Hermann Kraemer (Maler)

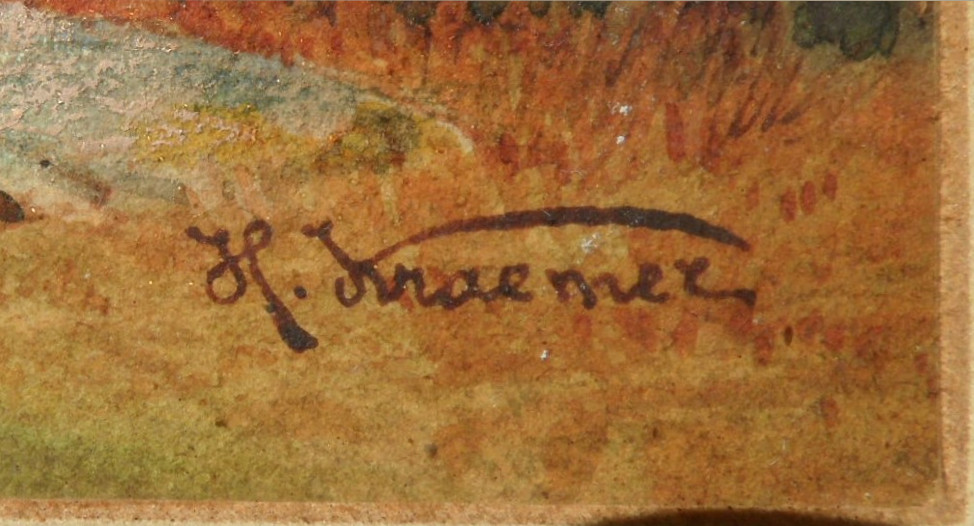
Signatur Hermann Kraemer

Hermann Kraemer (* vmtl. 1813; † 7. Mai 1886 in München) war ein deutscher Architektur- und Landschaftsmaler des 19. Jahrhunderts. Er wirkte vorwiegend in Berlin, Süddeutschland und Tirol.

## Leben
Kraemer wirkte um 1869 in Essen und lebte anschließend einige Jahre in Berlin, bevor er 1886 in München verstarb. Bevorzugt schuf Kraemer Ölgemälde und Aquarelle mit süddeutschen, märkischen und tirolischen Bildmotiven. Viele seiner Aquarelle entstanden in einer Mischtechnik. Durch Zuhilfenahme von Pastellkreide akzentuierte Kraemer seine Aquarelle und verschaffte sich so nicht nur durch sein hohes, perspektivisches Feingefühl Aufmerksamkeit, sondern hinterließ auch eine persönliche Nuance in seinen Werken. Typisch für Hermann Kraemer sind außerdem Bilderpaare. Eine bevorzugte Technik hat Kraemer in diesem Fall nicht. Es finden sich sowohl Aquarelle, wie auch Ölgemälde als aufeinander bezogene Bilderpaare in Kraemers Œuvre. Häufig kombinierte er bei diesen Paaren Kloster- oder Kirchenansichten mit traditionellen Burg- und Schlossmotiven.

## Ausstellungen
Zwischen 1852 und 1874 stellte Kraemer mehrfach auf der Akademieausstellung in Berlin aus. So ist zum Beispiel im Verzeichniss der Werke lebender Künstler auf der Ausstellung der Königlichen Akademie der Künste zu Berlin im Landesausstellungsgebäude von 1860 Hermann Kraemer mit vier Werken aufgeführt. Auch 1852 war er mit 7 Werken auf der Berliner Akademieausstellung vertreten. Außerdem beschickte er im Jahr 1869 eine Kunstausstellung in Brüssel.
- 1852: Kunstausstellung der königlichen Akademie in Berlin
- 1856: Kunstausstellung der königlichen Akademie in Berlin
- 1860: 43. Kunstausstellung der königlichen Akademie der Künste in Berlin
- 1869: Kunstausstellung in Brüssel
- 1874: Kunstausstellung der königlichen Akademie
- 1884: 57. Ausstellung der königlichen Akademie der Künste (1884)

## Werke

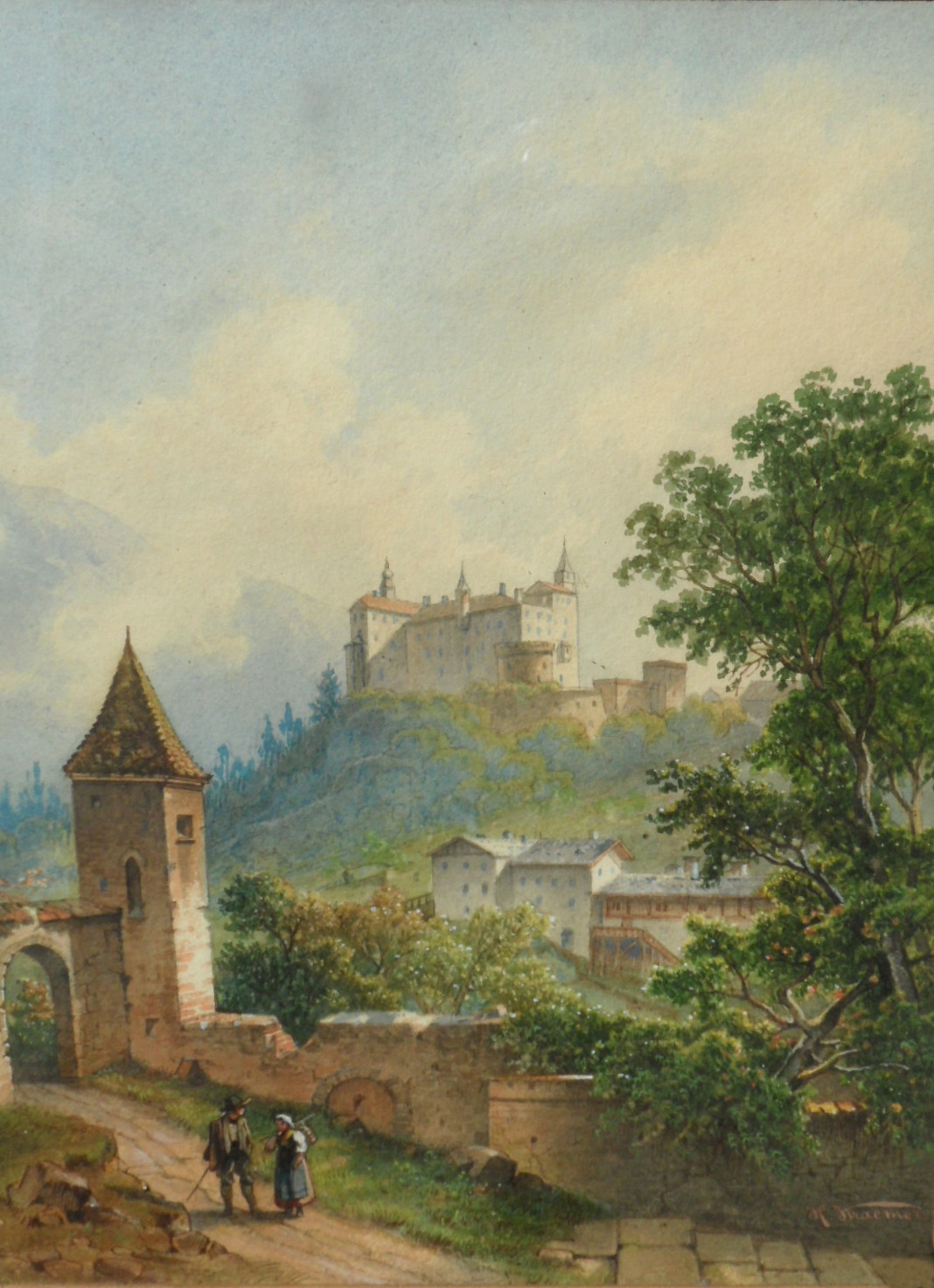
Landschaft mit Burg, Aquarell, 2. Hälfte 19. Jahrhundert.
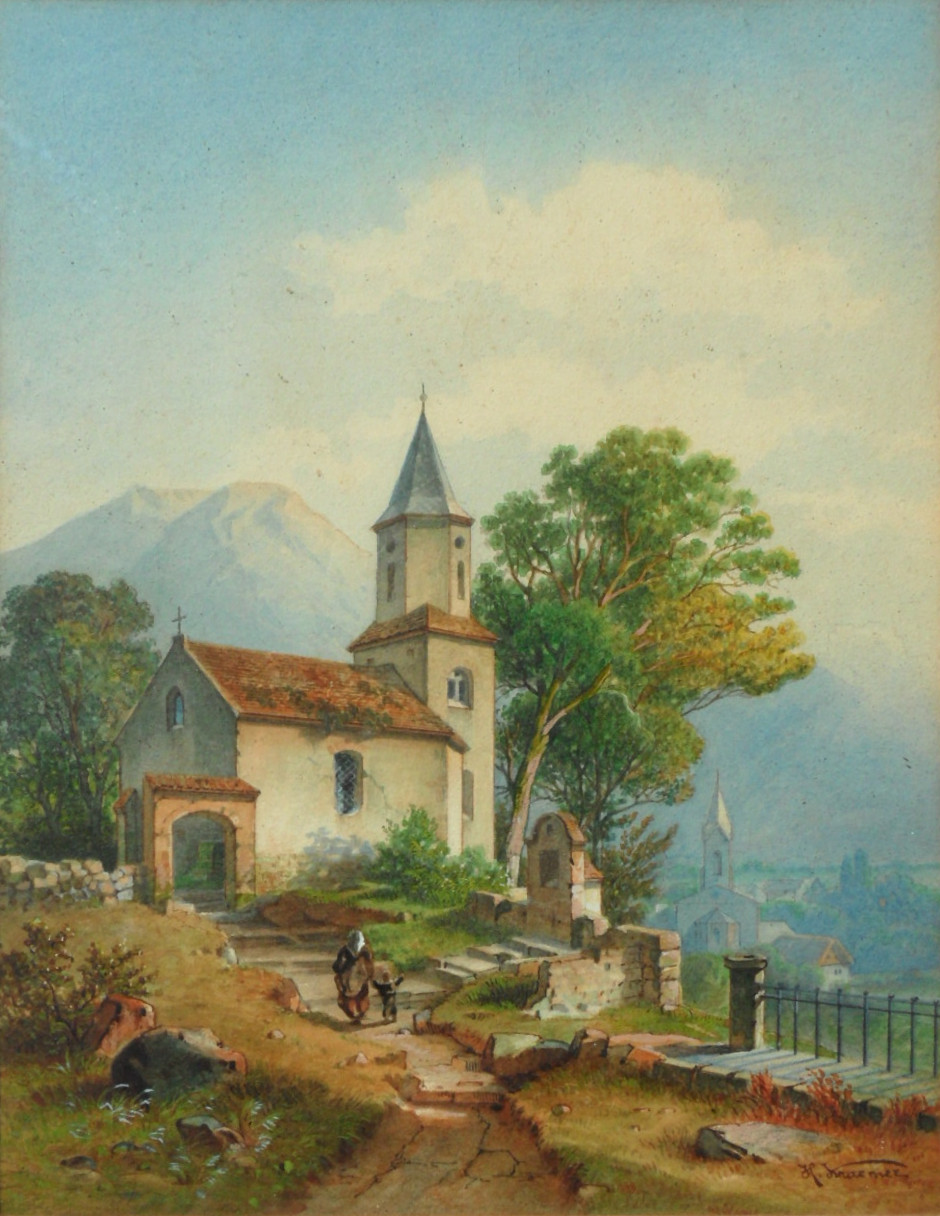
Landschaft mit Kirche, Aquarell, 2. Hälfte 19. Jahrhundert.

- Salzburg von Aigen aus gesehen
- Schloss Hohenstein im südlichen Harz
- Parthie aus dem Dürerthal in Tirol
- Blick ins Zillerthal in Tirol
- Ruine im Mondschein
- Landschaft mit Architektur
- Waldesrand
- Klostergarten
- Kolsterhof
- Gegend am Königssee
- Landschaft mit Burg
- Landschaft mit Kirche
- Schloss Charlottenburg